# Хвиид, Йорген
Йорген Хвиид (дат. Jørgen Hviid; 1 сентября 1916, Москва, Российская империя — 5 сентября 2001, Хельсингёр, Дания) — датский хоккеист, тренер и функционер. Единственный датчанин, являющийся членом Зала славы Международной федерации хоккея с шайбой.

## Карьера
Родился в Москве. В то время на территории Российской империи проживала семья Хвиида. Хоккеем стал заниматься в юности. Добился феноменальной техники катания. Долгое время хоккеист выступал в Латвии. В составе команды «Юниорс Рига» дважды становился чемпионом страны. В 1939 году Хвиид переехал в Данию. Оказал огромное влияние на развитие хоккея в стране. Вместе со своими братьями основал хоккейный клуб «СФ Копенгаген», за который Хвиид выступал до 1961 года.
В 1949 году нападающий в составе сборной Дании принял участие в Чемпионате мира Швеции. Несмотря на то, что Дания проиграла на турнире все игры с общей разницей 4-80, все четыре шайбы, в том числе и дебютную для команды на первенствах планеты, забил Хвиид.
После окончания карьеры в 1960-х-1970-х он тренировал «СФ Копенгаген».
С 1982 по 1988 годы Хвиид был членом Датского хоккейного союза. В это время он заложил основу нынешней сборной страны. В 2005 году он был включен в Зал славы ИИХФ.

## Семья
Сын Хвиида Йеспер также являлся хоккеистом. Родившийся в Риге брат Йоргена Эрик (1919-?) вместе с ним играл за сборную Дании на ЧМ-1949.

## Достижения
- Чемпион Латвии (2): 1932, 1933.
- Чемпион Дании (2): 1956 1961.